# Calamaria lumholtzi
Calamaria lumholtzi е вид змия от семейство Смокообразни (Colubridae).

## Разпространение и местообитание
Видът е разпространен в Индонезия (Калимантан).
Обитава гористи местности, пустинни области и плата.